# Juan Carlos García Granda
Juan Carlos García Granda (Cienfuegos, Cuba, 5 de enero de 1963) es un político cubano que actualmente se desempeña como Ministro de Turismo de Cuba. Fue viceministro primero del anterior ministro de Turismo, Manuel Marrero Cruz, hasta el nombramiento de este como primer ministro en diciembre de 2019.

## Trayectoria
García ha abogado por la construcción de más hoteles de lujo "emblemáticos" en el país. En noviembre de 2019, inauguró el Hotel Paseo del Prado en La Habana en compañía del entonces primer secretario del Partido Comunista de Cuba, Raúl Castro, y del presidente de Cuba, Miguel Díaz-Canel. También ha abogado por el fortalecimiento de los lazos bilaterales con Canadá, país que ocupa el primer lugar entre los emisores de visitantes.